# Marta García Alonso
Marta García Alonso (León, 1 de enero de 1998) es una deportista y médica española que compite en atletismo, especialista en las carreras de fondo. Ganó una medalla de bronce en el Campeonato Europeo de Atletismo de 2024, en la prueba de 5000 m.
Desde 2024 posee los récords de España de 2000, 3000 y 5000 m en short track y de 5000 m absoluto.

## Trayectoria deportiva
Empezó compitiendo en campo a través. En esta especialidad consiguió tres medallas en el Campeonato Europeo: bronce en 2017 (sub-20), plata en 2018 (sub-23) y plata en 2023 (categoría absoluta), las tres por equipo. En 2017 disputó su primer evento internacional, el Campeonato Europeo Sub-20, en el que terminó quinta en los 5000 m.
Se clasificó para los Juegos Olímpicos de París 2024 al obtener en enero de 2024 la marca mínima de los 5000 m con un tiempo de 14:46,37 (pista corta), que además fue récord de España. Una semana más tarde, también en Boston, consiguió batir el récord de 3000 m en short track con una marca de 8:38.34. Además, su tiempo de paso de 5:45.33 suponía también el récord de España de 2000 m en short track. Quedó tercera en la final de los 5000 m del Campeonato de Europa con un tiempo de 14:44,04 (récord de España). En julio batió su quinto récord de España del año, el de 2000 m al aire libre, con una marca de 5:32.86. Acabó el año venciendo en la tradicional San Silvestre Vallecana con la mejor marca española en la historia de la prueba.
En 2025 sufrió una caída en la final de los 3000 m del Campeonato de Europa en pista cubierta, pese a lo cual consiguió terminar cuarta. Repitió puesto de finalista dos semanas después en la misma prueba del Campeonato del Mundo, donde acabó séptima. Al aire libre, participó en el Campeonato de Europa por Equipos, donde quedó segunda en la carrera de 5000 m.
Fue campeona de España de los 5000 m en 2022, 2023 y 2024 y de los 3000 m en pista corta de 2021 y 2024.
Marta García vive en St. Moritz, donde entrena a las órdenes de Thomas Dreissigacker con el equipo OAC Europa, del que también forma parte Mohamed Attaoui. Fuera de temporada reside en Palencia. Estudió Medicina en la Universidad de Valladolid.

## Palmarés internacional
| Campeonato Europeo | Campeonato Europeo | Campeonato Europeo | Campeonato Europeo |
| Año                | Lugar              | Medalla            | Prueba             |
| ------------------ | ------------------ | ------------------ | ------------------ |
| 2024               | Roma (Italia)      | Medalla de bronce  | 5000 m             |

## Competiciones internacionales
| Año  | Competición                            | Sede      | Puesto            | Prueba | Marca    |
| ---- | -------------------------------------- | --------- | ----------------- | ------ | -------- |
| 2017 | Campeonato Europeo Sub-20              | Grosseto  | 7.º               | 3000 m | 9:37.83  |
| 2017 | Campeonato Europeo Sub-20              | Grosseto  | 5.º               | 5000 m | 17:13.43 |
| 2019 | Campeonato Europeo Sub-23              | Gävle     | 17.º (s.)         | 1500 m | 4:33.43  |
| 2021 | Campeonato de Europa en pista cubierta | Toruń     | 14.º (s.)         | 3000 m | 9:02.00  |
| 2022 | Campeonato de Europa                   | Múnich    | 12.º              | 5000 m | 15:23.36 |
| 2023 | Campeonato de Europa en pista cubierta | Estambul  | 10.º              | 3000 m | 8:54.92  |
| 2024 | Campeonato de Europa                   | Roma      | Medalla de bronce | 5000 m | 14:44.04 |
| 2025 | Campeonato de Europa en pista cubierta | Apeldoorn | 4.º               | 3000 m | 8:53.67  |
| 2025 | Campeonato del Mundo en pista cubierta | Nankín    | 7.º               | 3000 m | 8:40.80  |
| 2025 | Campeonato de Europa por Equipos       | Madrid    | 2.º               | 5000 m | 15:58.53 |

1. ↑  En esta competición no se entregan medallas por las pruebas individuales

## Marcas personales
| Prueba      | Marca     | Lugar  | Fecha                    |
| ----------- | --------- | ------ | ------------------------ |
| 1500 metros | 4:05.61   | Zagreb | 10 de septiembre de 2023 |
| Milla       | 4:29.22   | Zagreb | 11 de septiembre de 2022 |
| 3000 metros | 8:38.34 i | Boston | 4 de febrero de 2024     |
| 5000 metros | 14:44,04  | Roma   | 7 de junio de 2024       |

| Prueba      | Marca    | Lugar      | Fecha                |
| ----------- | -------- | ---------- | -------------------- |
| 1500 metros | 4:15.38  | Mondeville | 8 de febrero de 2023 |
| 2000 metros | 5:45.33  | Boston     | 4 de febrero de 2024 |
| 3000 metros | 8:38.34  | Boston     | 4 de febrero de 2024 |
| 5000 metros | 14:46.37 | Boston     | 27 de enero de 2024  |